# Health Education Research
Health Education Research es una revista académica bimestral revisada por pares que cubre la educación para la salud . Fue establecido en 1986, publicada por Oxford University Press . Está asociada con la Unión Internacional para la Promoción y la Educación de la Salud . El editor en jefe es Michael Eriksen ( Universidad Estatal de Georgia ). Según Accademic-acclerator , la revista tiene un factor de impacto de 2019 de 1,108. 